# Dirty Pretty Things (groupe)
Pour les articles homonymes, voir Dirty Pretty Things.
Dirty Pretty Things est un groupe de rock britannique, originaire de Londres, en Angleterre. Il est formé autour de Carl Barat, ancien meneur de The Libertines en 2005. Il avait pour autres membres le bassiste Didz Hammond, l'ex-batteur de The Libertines Gary Powell et le guitariste Anthony Rossomando. Le groupe annonce sa séparation le 1er octobre 2008.

## Biographie

### Débuts (2005–2006)
À la suite d'un désaccord avec Pete Doherty et de la dissolution de The Libertines, c'est à l'automne 2005, après un long silence sur son devenir que Carl Barat annonce la formation de son nouveau groupe. Dirty Pretty Things est composé de l'ex-batteur des Libertines, Gary Powell, Didz Hammond, l'ex-bassiste de Cooper Temple Clause, mais aussi d'Anthony Rossomando de The Damn Personals qui avait déjà joué aux côtés de Carl Barat lors de la tournée européenne des Libertines en remplacement de Pete Doherty.
Dirty Pretty Things sort son premier album Waterloo to Anywhere le 8 mai 2006. Deux singles en seront issus : Deadwood et Bang Bang You're Dead. Si l'avis des critiques est plutôt partagé vis-à-vis de cette nouvelle formation considérée plus ou moins comme des « sous Libertines », les prestations scéniques du groupe restent de grande qualité et toujours aussi énergiques que celles de l'ancien groupe de Carl Barat, The Libertines. Pour l'occasion de la sortie de l'album, le groupe fait une tournée qui est passée par Le Trabendo à Paris le 3 avril 2006.

### Romance at Short Notice(2007–2008)
Le groupe joue en soutien à Muse à leur concert au Wembley Stadium en juin 2007, et aux Red Hot Chili Peppers le 24 juin au Goffertpark Nijmegen aux Pays-Bas. Ils jouent aussi au Glastonbury. Le 22 juillet, le groupe joue en soutien aux Pet Shop Boys au Eden Project de Cornwall. Radio Song (co-écrit par Barât et Chris McCormack) est publié pour la bande son de Run, Fat Boy, Run, le 7 septembre 2007 en téléchargement, et en septembre 2007 en CD. En octobre, le groupe apparait sur le CD Love Music Hate Racism.
En début été 2008 parait le second album des Dirty Pretty Things, intitulé Romance at Short Notice. Le ton musical a beaucoup évolué : le côté punk des Libertines est quasiment oublié, laissant place à des compositions plus Britpop, comme en témoignent la chanson Plastic Hearts ou le single Tired of England (sorti le 23 juin) qui rappelle quelque peu le groupe anglais le plus populaire des années 1980, The Smiths. Les critiques sont très moyennes mais, comme pour l'album précédent et la tournée qui a suivi, le côté scénique du groupe reste de très bonne qualité. Carl Barat et sa bande ont toujours autant d'envie et de punch en live, les chansons de Romance at Short Notice étant considérées meilleures sur scène qu'en studio selon les fans. Ceci met donc en doute la qualité de la production de cet album, enregistré à Los Angeles et avec moins de moyens que le premier album du groupe et ceux des Libertines. Mais les Dirty Pretty Things gardent toujours leur base de fans lors de leurs tournées.

### Séparation (2008)
Dirty Pretty Things annonce sa dissolution à travers un communiqué publié sur leur site web. Une interview parue peu après dans le magazine de musique anglais NME voit les membres expliquer la raison de leur séparation et la consistance de leurs projets futurs, excluant toute reformation des Libertines.
Leur dernier concert, The Last Hurrah, s'effectue le 20 décembre 2008 à l'Astoria 2 à Londres. Le groupe reçoit le support des Paddingtons et récompensèrent la fidélité des fans en distribuant des objets de leurs tournées.

## Membres
- Carl Barat - chant, guitare (ancien membre des Libertines)
- Didz Hammond - basse (ancien membre de The Cooper Temple Clause)
- Anthony Rossomando - guitariste (ancien membre de Damn Personals)
- Gary Powell - batterie (ancien membre des Libertines)

## Discographie

### Singles
- 2006 : Bang Bang You're Dead (24 avril)
- 2006 : Deadwood (10 juillet)
- 2008 : Tired of England (23 juin)